# Le profezie della monaca di Dresda
Le profezie della monaca di Dresda è un libro di Renzo Baschera che analizza alcuni presunti manoscritti, ritrovati all'inizio del XIX secolo, contenenti alcune profezie sugli ultimi papi, sulle grandi dinastie europee, sul progresso tecnico, su alcune catastrofi, disastri e sulla fine dei tempi, attraverso un arco di tempo che va dalla fine del XVII secolo alla fine del XXX secolo.

## Dubbi sull'esistenza della Monaca di Dresda
Tutte le notizie sull'esistenza della cosiddetta Monaca di Dresda derivano dai libri di Renzo Baschera. Nessun'altra fonte storica ne fa cenno, il che fa fortemente dubitare che sia mai realmente esistita. Anche l'abate Nicolas Holb, che ne avrebbe scritto nel 1808, esiste solo nei libri di Renzo Baschera.
Dato che l'autore non fornisce alcuna informazione che possa permettere la consultazione di questi documenti da parte di altri studiosi e neppure indica in quale archivio o biblioteca pubblica o privata si trovino, si può ritenere che la monaca di Dresda sia un personaggio fittizio e che il "saggio" di Baschera sia semplicemente un romanzo.

## Struttura del libro

### Introduzione
Le profezie della monaca di Dresda inizia con una presentazione nella quale sono esposte le poche notizie storiche sull'origine dei manoscritti profetici. Questi scritti furono nominati per la prima volta da un certo abate Nicolas Holb nel 1808 a Vienna. L'autrice dei manoscritti, pervenuti sotto forma di lettere, era una monaca e chiaroveggente tedesca di cui non si conosce il nome esatto; si sa solo che era "una pia religiosa nata a Dresda nel 1680 e morta nel 1706... il suo convento si trovava sulle rive dell'Elba".
Alcune delle lettere sono scritte in tedesco, altre in latino e altre in entrambe le lingue; questo risulta sorprendente, soprattutto se si considerano le umili origini della monaca, che si ritiene essere stata analfabeta.
Nella terza edizione del saggio l'autore aggiunge una premessa nella quale si spinge a interpretare gli eventi contemporanei (1986) alla luce degli scritti della monaca, aspettandosi il compimento delle predizioni entro la fine del XX secolo.

### Analisi delle lettere
Nella parte centrale del saggio l'autore analizza i documenti di cui è in possesso; si tratta di trentuno lettere dirette a personaggi vissuti tra la fine del XVII secolo e l'inizio del XVIII, alcune in buono stato, altre molto rovinate e altre ancora ricopiate. Le analisi sono divise in tre gruppi:
Lettere destinate a regnanti e a un papa
- Papa Clemente XI[4]
- Vittorio Amedeo II di Savoia[5]
- Carlo XII di Svezia[6]
- Pietro I di Russia[7]
- Federico I di Prussia[8]
- Filippo V di Spagna[9]
- Anna d'Inghilterra[10]
- Luigi XIV di Francia[11]

Lettere destinate a cardinali
- Rinaldo d'Este[12]
- Francesco Maria de' Medici[13]

Lettere destinate ad altri religiosi della Chiesa cattolica
- Un certo abate Argoth[14][15][16][17][18]
- La sorella (o consorella) Marta[19][20][21][22][23][24][25]
- Un certo abate Koldan[26][27][28][29]
- Un certo teologo Bruks[30][31][32][33][34]

Nelle lettere indirizzate ai personaggi storici sono predetti alcuni eventi principali che sarebbero accaduti a loro stessi e in seguito anche alla loro discendenza o alla loro nazione. Nelle lettere indirizzate agli altri religiosi sono invece predetti eventi di carattere generale che riguardano alcuni sviluppi storici, alcuni disastri e qualche progresso tecnico. Le lettere della monaca di Dresda profetizzano eventi che attraversano un arco di tempo che va dalla fine del XVII secolo alla fine del XXX secolo.

### Conclusione
Il saggio si chiude con una rapida analisi di un aspetto peculiare: le lettere parlano quasi tutte di una voce che suggerisce alla monaca ciò che deve scrivere.
All'inizio il rapporto della monaca con questa voce è distaccato, come accade per la maggior parte dei chiaroveggenti; successivamente, a differenza di altri che mantengono il distacco in tutte le loro visioni, la donna accetta sempre più la presenza di quella che nelle ultime lettere diventa la "soave voce", anche quando preannuncia eventi disastrosi.

## Le profezie

### Le profezie sul papato e sulla chiesa cattolica
Secondo l'autore, e similmente alla profezia di Malachia, anche la monaca di Dresda dà un motto, limitandosi agli ultimi undici papi:
| Motto della monaca                                  | A chi viene riferito                            | Motto di Malachia                                         |
| --------------------------------------------------- | ----------------------------------------------- | --------------------------------------------------------- |
| Cavallo Bianco, con segno di Leone                  | Leone XIII (Gioacchino Pecci 1878 - 1903)       | Lumen de coelo                                            |
| Cavallo Nero, con segno di Pietà                    | Pio X (Giuseppe Sarto 1903 - 1914)              | Ignis Ardens                                              |
| Cavallo Giallo, con segno di Benedizione            | Benedetto XV (Giacomo Della Chiesa 1914 - 1922) | Religio depopulata                                        |
| Cavallo Rosso, con segno di Pietà                   | Pio XI (Achille Ratti 1922 - 1939)              | Fides intrepida                                           |
| Cavallo Giallo, con segno di Pietà                  | Pio XII (Eugenio Pacelli 1939 - 1958)           | Pastor angelicus                                          |
| Cavallo Rosso, con il segno del Precursore          | Giovanni XXIII (Angelo Roncalli 1958 - 1963)    | Pastor et nauta                                           |
| Cavallo Nero, con il segno del Beniamino            | Paolo VI (Giovanbattista Montini 1963 - 1978)   | Flos florum                                               |
| Cavallo Bianco, con segno di Pietà                  | Giovanni Paolo I (Albino Luciani 1978)          | De medietate Lunae                                        |
| Angelo Maestro di Giosafat, con il segno dei Dodici | Giovanni Paolo II (Karol Wojtyla 1978 - 2005)   | De Labore solis                                           |
| Angelo Guida di Giosafat, con il segno della Gloria | Benedetto XVI (Joseph Ratzinger 2005 - 2013)    | De gloria olivae                                          |
| Angelo della Pietà, con il segno del Martirio       | Francesco (Jorge Mario Bergoglio 2013 - 2025)   | In persecutione extrema Sanctae Romanae Ecclesiae sedebit |

L'autore fa notare che il nome scelto da alcuni papi è collegato al segno profetizzato nel motto.
L'autore fa anche notare un collegamento tra il colore dei cavalli, riconducibile al simbolo dei Cavalieri dell'Apocalisse, e il periodo storico in cui ha vissuto il papa:
- i cavalli bianchi corrispondono alla vittoria del potere spirituale della Chiesa;
- i cavalli neri corrispondono a un periodo di giustizia ed equilibrio;
- i cavalli gialli corrispondono alla morte e si trovano in corrispondenza delle guerre mondiali;
- i cavalli rossi corrispondono al cavaliere che toglie la pace e rappresentano un periodo di preparazione alla guerra[36].

Nella lettera a Federico I di Prussia la monaca predice che "l'ultimo Pietro giungerà dalla tua terra"; la Prussia è una regione storica oggi compresa tra i confini della Lituania, della Russia, della Polonia e della Germania.

### Le profezie su casa Savoia
Nella lettera a Vittorio Amedeo II di Savoia la veggente tedesca fa alcune profezie su casa Savoia; la lettera è divisa in tre parti: nella prima parte la monaca ammonisce il duca per la sua condotta ed è più un componimento morale che una profezia. Nella seconda parte sono contenute le profezie sul duca stesso: già dall'incipit, la monaca si rivolge a Vittorio Amedeo II chiamandolo "futuro re", in quanto sarebbe di lì a poco diventato re di un'isola (la Sicilia, cosa realmente avvenuta nel 1713), poi re di un'altra isola (la Sardegna, avvenuta nel 1720) e infine re delle montagne (cosa che invece non si verificò).
Nella terza parte della lettera sono contenute le profezie su casa Savoia. Il regno dei Savoia è paragonato a una carrozza e ogni re è rappresentato da un cavallo; le carrozze in realtà sono due: otto cavalli avrebbero trainato la carrozza più piccola (ossia il Regno di Sardegna) e cinque cavalli avrebbero trainato la carrozza più grande (ossia il Regno d'Italia). Ad oggi, i regnanti di casa Savoia sono stati in totale undici: di questi, otto sono stati re di Sardegna, da Vittorio Amedeo II a Vittorio Emanuele II, e quattro sono stati Re d'Italia, da Vittorio Emanuele II a Umberto II; quindi, secondo l'autore, i conti tornano se si conta due volte Vittorio Emanuele II, che fu sia re di Sardegna che re d'Italia. La monaca predice che tra il quarto e il quinto "cavallo della carrozza grande" (ossia tra il quarto e quinto re d'Italia) ci sarebbe stata una pausa, in cui la carrozza sarebbe stata guidata dai "morelli", cosa che l'autore interpreta come un governo repubblicano o oligarchico; secondo l'interpretazione di questa profezia data da Baschera, l'Italia si troverebbe ora in questo momento di pausa e ci potrebbe essere in futuro un quinto re d'Italia, dodicesimo e ultimo re di casa Savoia, rappresentato da un cavallo con la croce bianca che dovrebbe regnare per breve tempo.
La monaca dà un'indicazione sulla durata sia del Regno di Sardegna sia del Regno d'Italia, prima della pausa repubblicana: il primo avrebbe avuto una durata pari a dodici volte dodici anni (durò in realtà 141 anni ossia tre anni in meno) mentre il secondo avrebbe avuto una durata pari "agli anni capovolti" del primo re d'Italia (il quale morì all'età di quasi 58 anni e il regno durò poco più 85 anni). La monaca prevede anche come sarebbero morti i cinque re d'Italia di casa Savoia:
| # | Profezia della monaca | A chi viene riferita  | Come morì                                 |
| - | --------------------- | --------------------- | ----------------------------------------- |
| 1 | morirà di pestilenza  | Vittorio Emanuele II  | febbre causata da un'infezione ai polmoni |
| 2 | morirà di fuoco       | Umberto I             | assassinato da un colpo di pistola        |
| 3 | morirà di dolore      | Vittorio Emanuele III | in esilio, di morte naturale              |
| 4 | morirà di dolore      | Umberto II            | in esilio, di morte naturale              |
| 5 | morirà di dolore      | ?                     | ?                                         |

quindi, secondo l'interpretazione dell'autore, anche il profetizzato quinto e ultimo re d'Italia di casa Savoia dovrebbe morire in esilio, di morte naturale.

## Edizioni
1. Renzo Baschera, Le profezie della monaca di Dresda, MEB, 1976.
2. Renzo Baschera, Le profezie della monaca di Dresda, 3ª ed., MEB, gennaio 1986  [1976], ISBN 88-7669-138-3.